# Церковь Живоносного Источника Киево-Печерской лавры
Церковь Живоносного источника — часовня на территории Киево-Печерской лавры.
Здание находится между Ближними и Дальними пещерами, первоначальное назначение здания — водокачка лаврского водопровода. В начале 1990-х годов её отремонтировали и устроили тут церковь, освящённую в честь иконы Божьей Матери «Живоносный Источник». Выбор посвящения храма обусловлен тем, что рядом расположены два источника святой воды — колодцы св. Антония и св. Феодосия.

## История
Церковь сооружена в 1913 году по проекту инженера-гидротехника С. Коклика и архитектора Е. Ермакова над артезианским колодцем, наличие которого было предусмотрено для улучшения дренажа печерских холмов.
Во время Великой Отечественной войны часовня сильно пострадала, был разрушен её верхний ярус. Восстановительные работы начались в конце 1980-х годов, проводились при участии Свято-Успенской Киево-Печерской лавры.
В 2001 году церковь была освящена в честь иконы Божьей Матери «Живоносный источник», которая была передана из Аннозачатиевской церкви.

## Архитектура
Современное здание церкви — это сооружение с восьмигранным шатровым барабаном. Фасады из жёлтого и красного кирпича украшены башенками и резными фронтонами. К часовне достроена пономарня, обустроена скважина и подворье. Церковь расписана, установлен деревянный резной позолоченный иконостас в стиле барокко.